# Quinupristina/dalfopristina
La quinupristina/dalfopristina, o quinupristina-dalfopristina (nombre comercial Synercid), es una combinación de dos antibióticos utilizados para tratar infecciones por estafilococos y por Enterococcus faecium resistente a la vancomicina.
La quinupristina y la dalfopristina son ambos antibióticos estreptogramínicos, derivados de la pristinamicina. La quinupristina se deriva de la pristinamicina IA; la dalfopristina de la pristinamicina IIA. Se combinan en una relación de peso de 30 % de quinupristina a 70 % de dalfopristina.

## Administración
Intravenosa, generalmente 7,5 mg/kg cada 8 horas (infecciones/VRSA potencialmente mortal); cada 12 horas (infecciones de la piel). No hay ajuste de dosis renal, los ajustes de dosis hepática no están definidos, se recomienda considerar reducir la dosis.

## Mecanismo de acción
La quinupristina y la dalfopristina son inhibidores de la síntesis de proteínas de manera sinérgica. Si bien cada uno de los dos actúa como agente bacteriostático, la combinación muestra actividad bactericida.
- La dalfopristina se une a la porción 23S de la subunidad ribosómica 50S y cambia su conformación, mejorando la unión de la quinupristina[6] en un factor de aproximadamente 100. Además, inhibe la transferencia de peptidilo.[6]
- La quinupristina se une a un sitio cercano en la subunidad ribosomal 50S y evita la elongación del polipéptido,[6] además de provocar la liberación de cadenas incompletas.[6]

## Farmacocinética
Depuración por el hígado, con actividad inhibidora de CYP450:3A4, semivida: quinupristina 0,8 horas, dalfopristina 0,7 horas (con persistencia de los efectos durante 9 a 10 horas).
Excreción: quinupristina: 85% heces, 15% orina; dalfopristina: 81% heces, 19% orina.

## Efectos secundarios
Graves:
1. Colitis seudomembranosa
2. Sobreinfección
3. Reacciones anafilactoides
4. Angioedema

Comunes:
1. Dolores en las articulaciones (artralgia) o dolores musculares (mialgia)
2. Náuseas, diarrea (asociada a C. difficile) o vómitos
3. Sarpullido o picazón
4. Dolor de cabeza
5. Hiperbilirrubinemia
6. Anemia
7. Tromboflebitis

## Interacciones medicamentosas
El fármaco inhibe el citocromo P450 y potencia los efectos de terfenadina, astemizol, indinavir, midazolam, bloqueadores de los canales de calcio, warfarina, cisaprida y ciclosporina.